# Ворд (Јужна Каролина)
Ворд (енгл. Ward) град је у америчкој савезној држави Јужна Каролина.

## Демографија
По попису из 2010. године број становника је 91, што је 19 (-17,3%) становника мање него 2000. године.
| Група             | 2000.      | 2010.      |
| Белци             | 75 (68,2%) | 63 (69,2%) |
| Афроамериканци    | 35 (31,8%) | 18 (19,8%) |
| Азијати           | 0 (0,0%)   | 0 (0,0%)   |
| Хиспаноамериканци | 0 (0,0%)   | 9 (9,9%)   |
| Укупно            | 110        | 91         |